# تنميط ذاتي
ابتُكر تعبير تنميط ذاتي بوصفه جزءًا من نظرية تصنيف الذات حيث يقدم وصفًا للعملية التي يرى بها الشخص نفسه بطريقة أكثر اتساقًا مع الصور النمطية له في المجموعة المتراصة مقارنة بما قد يكون خارجها. ومن الممكن رؤية التنميط الذاتي بوصفه نتيجة فقد الشخصية، حيث ينظر إلى الذات بوصفها عضوًا من أعضاء المجموعة المتراصة البارزة يمكن استبداله.
على الرغم من أنه في أي وقت من الأوقات، يعد مفهوم الذات النشط للشخص مزيجًا بين الهويات المعتمدة على الموقف والهويات الثابتة لفترة زمنية طويلة، يتسبب التنميط الذاتي في أن يصبح مفهوم الذات النشط أكثر تمثيلاً للصور النمطية حول الشخص في المجموعة المتراصة البارزة. فيظهر تنميط الذات عندما يبدأ عضو المجموعة المتراصة في الانتماء إليها من خلال التصرف بالطريقة النمطية الخاصة بالمجموعة. وبإظهار هذه الخصائص، يشعر الفرد أنه أكثر انسجامًا مع احتياجات ومواقف المجموعة.
من الممكن أن يترك نمو الهوية الاجتماعية الشخصية للفرد تأثيرًا مباشرًا على انخفاض الهوية الشخصية. حيث أصبح شعور الشخص بالامتثال لأهداف المجموعة وهويتها كما تراها المجموعة أكثر أهمية عندما يتعلق الأمر بالمعتقدات والسلوكيات التوجيهية. وبهذا الفرق، تعكس الصور النمطية للذات الآراء حول المجموعة العامة التي يقبلها الفرد.

## دراسات
يدعم عمل لاتروفا وآخرين  هذه النظرية من خلال البحوث حول العملية المعرفية التي تحفز سلوكيات التنميط الذاتي. فوجدت هذه الأبحاث احتمالية أن يتأثر أعضاء الفريق الأقل منزلة بالسمات النمطية لأعضاء المجموعة الأعلى مكانة وأن يبدأوا في إظهار هذه السمات بطريقة سلبية وإيجابية على حد السواء، في حين أن أعضاء الجماعة الأعلى مرتبة أكثر عرضة للارتباط بالصفات الشخصية.
وجد بعض الباحثين أن تنميط الذات يعتمد إلى حد ما على اعتقاد الشخص أنه والمجموعة التي ينتمي إليها قادرون على التغير. فإذا اعتقد الفرد أن الجماعة غير مماثلة لاحتياجات الفرد، فإن الفرد يتكيف مع سماته الشخصية حتى يحافظ على عضويته في المجموعة المتراصة. فإذا امتلكت الجماعة المتراصة المرونة لتغيير شخصيات أعضائها، فمن المحتمل أن يسعى الفرد للحفاظ على صورة الذات وتجنب التنميط الذاتي. وجد هؤلاء الباحثون أيضًا أن الأفراد يميلون إلى التكيف مع خصائص المجموعة بسهولة أكبر إذا رأوا هذا التغيير كنوع من التعزيز للذات. ولذلك، فإن نظرة الفرد إلى المجموعة تؤثر على استعداده للتضحية حتى يصبح عضوًا في هذه المجموعة.